# أكلكال نتبارونت (ميكران)
أكلكال نتبارونت هو دُوَّار يقع بجماعة بونرار، إقليم تارودانت، جهة سوس ماسة في المملكة المغربية. ينتمي الدوّار لمشيخة ميكران التي تضم 46 دوار. يقدر عدد سكانه بـ 66 نسمة حسب الإحصاء الرسمي للسكان والسكنى لسنة 2004.

## روابط خارجية
- البوابة الوطنية للجماعات الترابية
- المندوبية السامية للتخطيط